# Mekonnen Gebremedhin
Mekonnen Gebremedhin (Etiopía, 11 de octubre de 1988) es un atleta etíope especializado en la prueba de 1500 m, en la que consiguió ser medallista de bronce mundial en pista cubierta en 2012.

## Carrera deportiva
En el Campeonato Mundial de Atletismo en Pista Cubierta de 2012 ganó la medalla de bronce en los 1500 metros, llegando a meta en un tiempo de 3:45.90 segundos, tras el marroquí Abdalaati Iguider y el turco Ilham Tanui Özbilen (plata con 3:45.35 segundos).